# Hermine Amelie Marie von Österreich

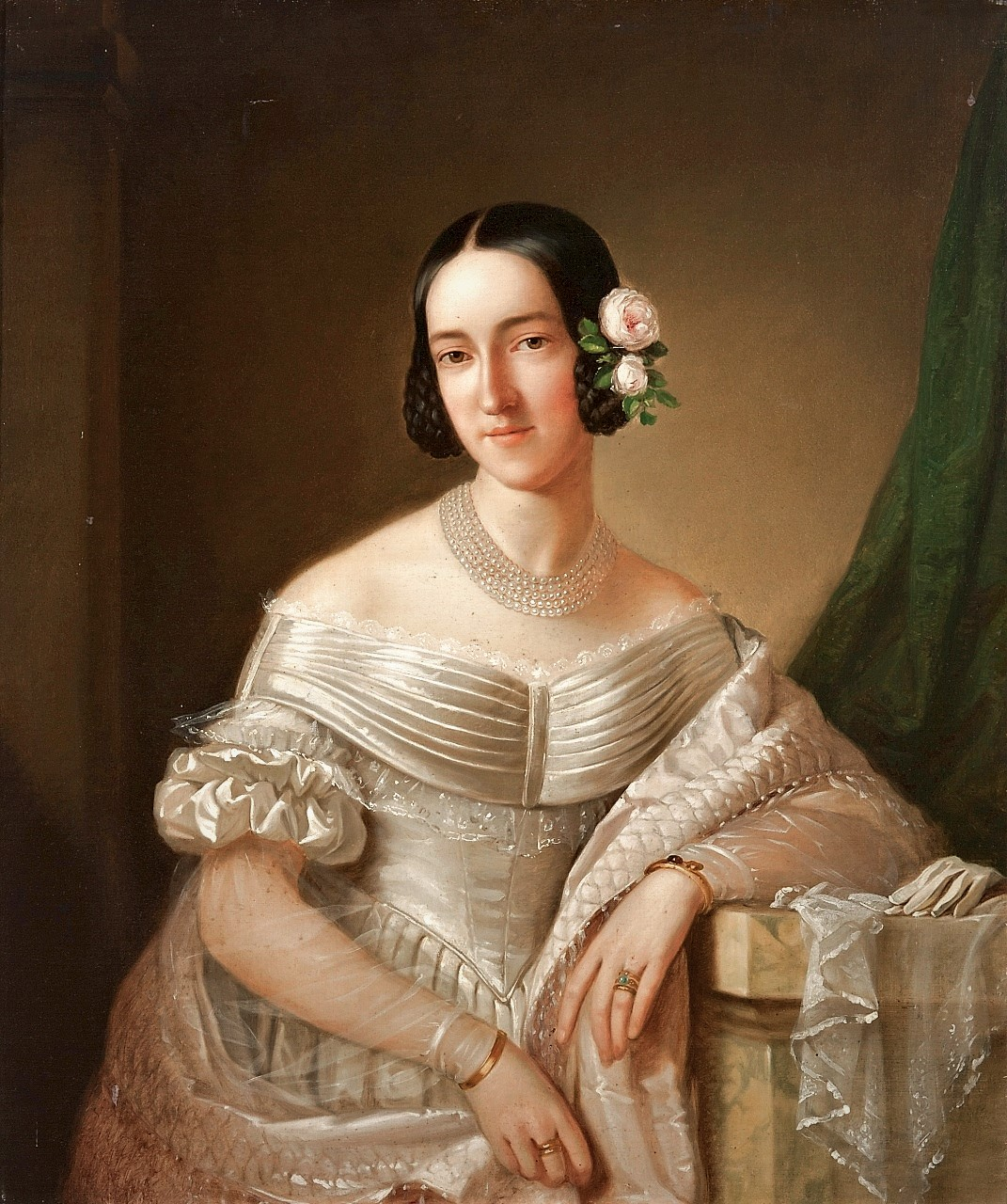
Hermine, Erzherzogin von Österreich (etwa 1834)

Hermine Amelie Marie von Österreich (* 14. September 1817 in Ofen, Königreich Ungarn; † 13. Februar 1842 in Wien, Kaisertum Österreich) war eine Tochter des Erzherzogs Joseph und dessen zweiter Frau, der Prinzessin Hermine von Anhalt-Bernburg-Schaumburg-Hoym. Sie gehörte dem ungarischen Zweig des Hauses Habsburg-Lothringen an und war väterlicherseits eine Enkelin von Kaiser Leopold II.

## Leben
Hermine war die Zwillingsschwester des Erzherzogs Stefan Franz Viktor von Österreich und die Lieblingstochter ihres Vaters. Die Zwillinge waren 7-Monats-Kinder, die Mutter starb infolge der schweren Geburt noch am selben Tag. Das Mädchen wurde zusammen mit ihrem Zwillingsbruder von der dritten Ehefrau des Palatins Joseph, Maria Dorothea von Württemberg, großgezogen. Zeitgenössischen Berichten zufolge war das Mädchen eine fröhliche und sympathische Erscheinung und wurde von ihrem Vater, dem Palatin, „abgöttisch“ geliebt. Von ihm erlernte sie auch die ungarische Sprache. 1834 wurde Hermine mit 14 Jahren zur Sternkreuzdame ernannt. 
Am 16. September 1839 wurde sie zur Äbtissin des k.k. Theresianischen adeligen Damenstifts auf der Prager Burg (Hradschin) ernannt. Sie war nie verheiratet und widmete ihr ganzes Leben der Wohltätigkeit, vermutlich auch deshalb, weil sie zeitlebens mit schweren gesundheitlichen Problemen zu kämpfen hatte. Doch es gab Pläne einer Heirat mit August von Sachsen-Coburg, diese wurden von dessen Onkel Leopold von Belgien forciert.
Erzherzogin Hermine starb unerwartet am 13. Februar 1842 in Wien. Für den Palatin war das ein herber Verlust. Er veranlasste die Überführung des Leichnams nach Ofen und ordnete eine 6-wöchige Hoftrauer an. Die Beisetzung erfolgte am 21. Februar 1842 in der Gruft der Palatine im Burgpalast in Ofen. Da es in dieser Zeit noch keine feste Donaubrücke gab, kamen sehr viele Besucher, die an der Beisetzung teilnehmen wollten, über die zugefrorene Donau aus Pest.

## Andenken
Da Erzherzogin Hermine in Ungarn außerordentlich beliebt war, beschlossen die Vertreter der Stadt Pest, ihr ein bleibendes Denkmal zu errichten. Vier wohlhabende Bürger von Pest, der Musikverleger Ferdinand Tomala, der Kunstschreiner Ferenc Steindl, der Tapezierer Karoly Coffin und der Kupferstecher Heinrich Wahlkampf, richteten am 28. Februar 1842 ein Gesuch an den Palatin, in dem sie um die Erlaubnis baten, der Erzherzogin eine Gedächtniskapelle zu errichten. Die Erlaubnis wurde vom Palatin Joseph erteilt.
Es wurde ein Bauplatz im heutigen XIV. Budapester Gemeindebezirk (Zugló, die alte deutsche Bezeichnung war Lerchenfeld) ausgewählt, wo eine Kapelle nach den Plänen des ungarischen Architekten József Hild errichtet werden sollte. Mit den Bauarbeiten einer neogotischen Kapelle mit Dachreiter begann man 1843. Die Bauarbeiten konnten jedoch erst 1855 abgeschlossen werden. Die feierliche Weihe der Kapelle erfolgte am Tage Mariä Geburt, dem 8. September 1856, durch den Erzbischof von Gran und Fürstprimas von Ungarn, Kardinal János Scitovszky. Die musikalische Gestaltung der Feier lag bei Franz Liszt.
Auch der Stadtteil, in dem sich die Herminen-Kapelle befindet, wurde zu Ehren der Erzherzogin in Herminenfeld (ung. Herminamezõ) umbenannt. Diesen Namen behielt er innerhalb des XIV. Gemeindebezirks bis heute.

## Literatur

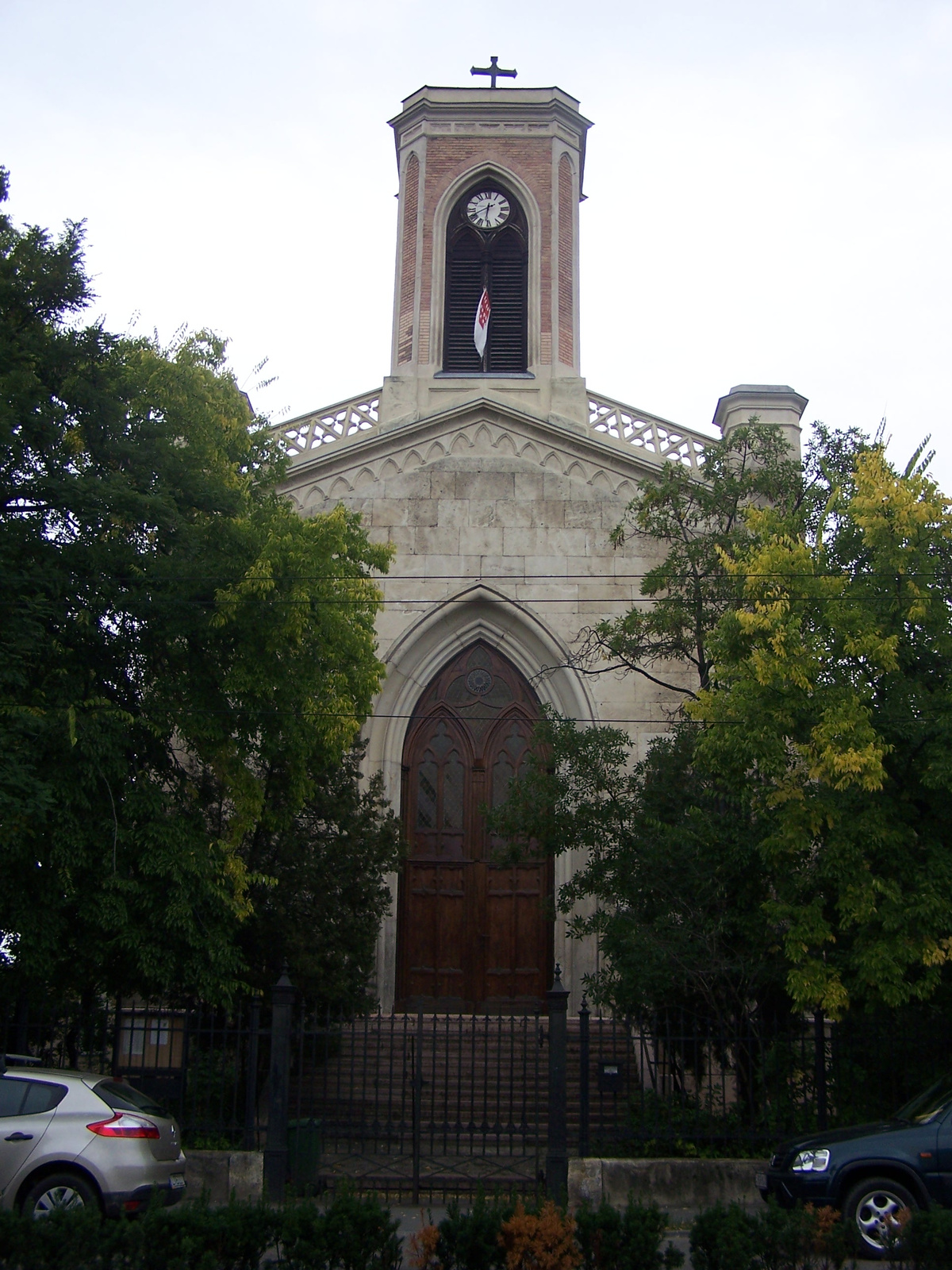
Herminen-Kapelle in Lerchenfeld (heute Zugló, Budapest)